# Aristídis Roubánis
Aristídis Roubánis (grec moderne : Αριστείδης Ρουμπάνης), né le 9 mars 1932, à Tripoli, en Grèce et mort le 13 janvier 2018, est un ancien joueur grec de basket-ball et lanceur de javelot.

## Palmarès
- 3e des Jeux méditerranéens 1955